# Ngô đồng
Ngô đồng hay còn gọi tơ đồng, trôm đơn, bo rừng, bo xanh (danh pháp khoa học: Firmiana simplex) là một loài thực vật có hoa trong họ Cẩm quỳ. Loài này được Carl Linnaeus mô tả khoa học đầu tiên năm 1763 dưới danh pháp Hibiscus simplex. Năm 1909 William Franklin Wight chuyển nó sang chi Firmiana.
Loài thực vật này cũng được gọi là Chinese parasol tree vì có xuất xứ rất nhiều ở Trung Quốc và các vùng Đông Á lân cận, trong đó có Việt Nam. Một cây trưởng thành có thể cao đếm 16 m, thân hình cao thẳng. Trong văn hóa Đông Á, cây ngô đồng có hình ảnh thiêng liêng rất quan trọng, nó được tương truyền là nơi ở mà phượng hoàng ưa thích.

## Hình thái
Cây gỗ nhỏ lâu năm, cao đến 16 m, đường kính thân cây có thể đến 30 cm. Vỏ thân cây nhẵn có màu xanh lá cây. Lá đơn mọc cách, phiến lá xẻ thùy chân vịt nông 3-5 thùy. Kích thước lá dài 15–30 cm. Hoa đơn tính cùng gốc, tràng hoa màu trắng hoặc vàng, mùa hoa vào tháng 7. Quả dạng kiên, hình trái xoan.
Ngô đồng nguyên xuất miền nam Trung Quốc tới bắc Việt Nam, được trồng rộng rãi ở châu Âu, Bắc Mỹ và Đông Á. Cây ưa đất ẩm, thành phần cơ giới của đất từ sét đến pha cát, đất chua, trung tính đến kiềm. Ánh sáng từ toàn phần đến bị che bóng một phần.

## Công dụng
Ngô đồng có dáng thân thẳng, tán cây dạng trứng phù hợp trồng làm cây bóng mát ở ven đường, gần bãi đỗ xe. Vỏ cây cho sợi. Gỗ ngô đồng có tính truyền âm tốt, được dùng để chế tạo một số loại nhạc cụ truyền thống phương đông như thất huyền cầm hay đàn tranh. Ngoài ra gỗ ngô đồng còn được dùng đóng một số đố gia dụng nhỏ khác.
Lá cây được dùng với liều lượng nhỏ trong y học chữa bệnh trĩ, loét. Lá cây phơi khô còn được cuộn lại sử dụng hút thay thể cho thuốc lá. Hạt sử dụng trong điều chế thuốc kháng histamine, hạt cho dầu và có thể ăn được nếu biết cách chế biến.

## Văn hóa
Trong văn hóa Trung Quốc, cây ngô đồng rất nổi tiếng do hình thái cao lãnh của nó. Thân cây ngô đồng cao lớn và cường tráng, khi vươn cao thì hướng lên rất thẳng. Vỏ cây trơn nhẵn xanh biếc, lá cây nồng đậm, một mảnh xanh um, có vẻ thanh nhã khiết tịnh, lại xưng “Thanh đồng” (青桐). Có hai câu thơ nổi tiếng tả ngô đồng, là ["Nhất chu thanh ngọc lập, thiên diệp lục vân ủy"; 一株青玉立，千叶绿云委], biểu đạt được trạng thái kỳ vĩ của nó.
Tỉ mỉ phân tích sâu, ngô đồng có vỏ cây đẹp, lá lớn cũng rất đẹp, từ lâu cũng trở thành một loại cây cảnh. Từ thời nhà Hán, ngô đồng đã trở thành một dạng cây cảnh không thể thiếu trong vườn ngự ở hoàng cung. Ngoài ra, cây ngô đồng cũng được trồng khá phổ biến trong dân gian, có thể điểm xuyến trước sân nhà, vườn tược, hay bên góc vệ đường. Đặc biệt nhất, theo truyền thuyết dân gian, cây ngô đồng là nơi trú ẩn ưa thích của phượng hoàng - một loài chim huyền thoại có ảnh hưởng lớn trong văn hóa các nước đồng văn Đông Á, bao gồm cả Việt Nam. Gỗ của loài cây này cũng rất chắc, đặc biệt được ưa thích để làm nhạc cụ như cầm, nhiều vật nhạc cụ trong truyền thuyết cũng được nói là làm từ những cây ngô đồng quý, như Tiêu Vĩ cầm (焦尾琴).
Do nổi tiếng trong văn hóa, hình tượng ngô đồng cũng đi vào thơ ca. Thiên Trường hận ca trứ danh của Bạch Cư Dị có câu: ["Đón gió xuân lý đào hoa nở, Gặp mưa thu rụng lá ngô đồng"; 春風桃李花開日，秋雨梧桐葉落時]. Thi tiên Lý Bạch thậm chí còn có một câu đi vào huyền thoại: ["Ninh tri loan phượng ý, viễn thác y đồng tiền"; 寧知鸞鳳意，遠託椅桐前].

## Hình ảnh

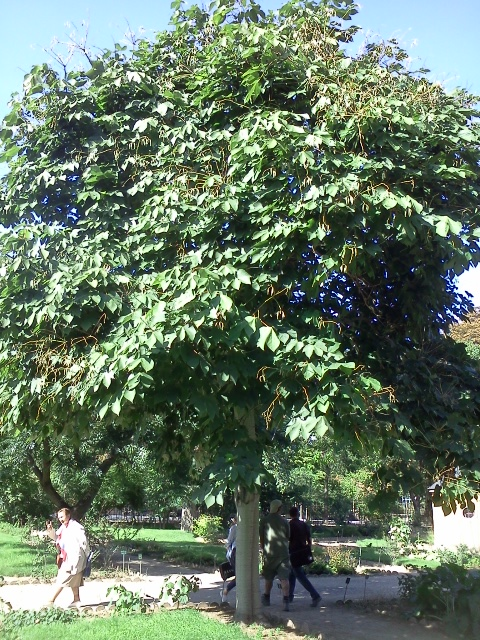
Hình dáng cây
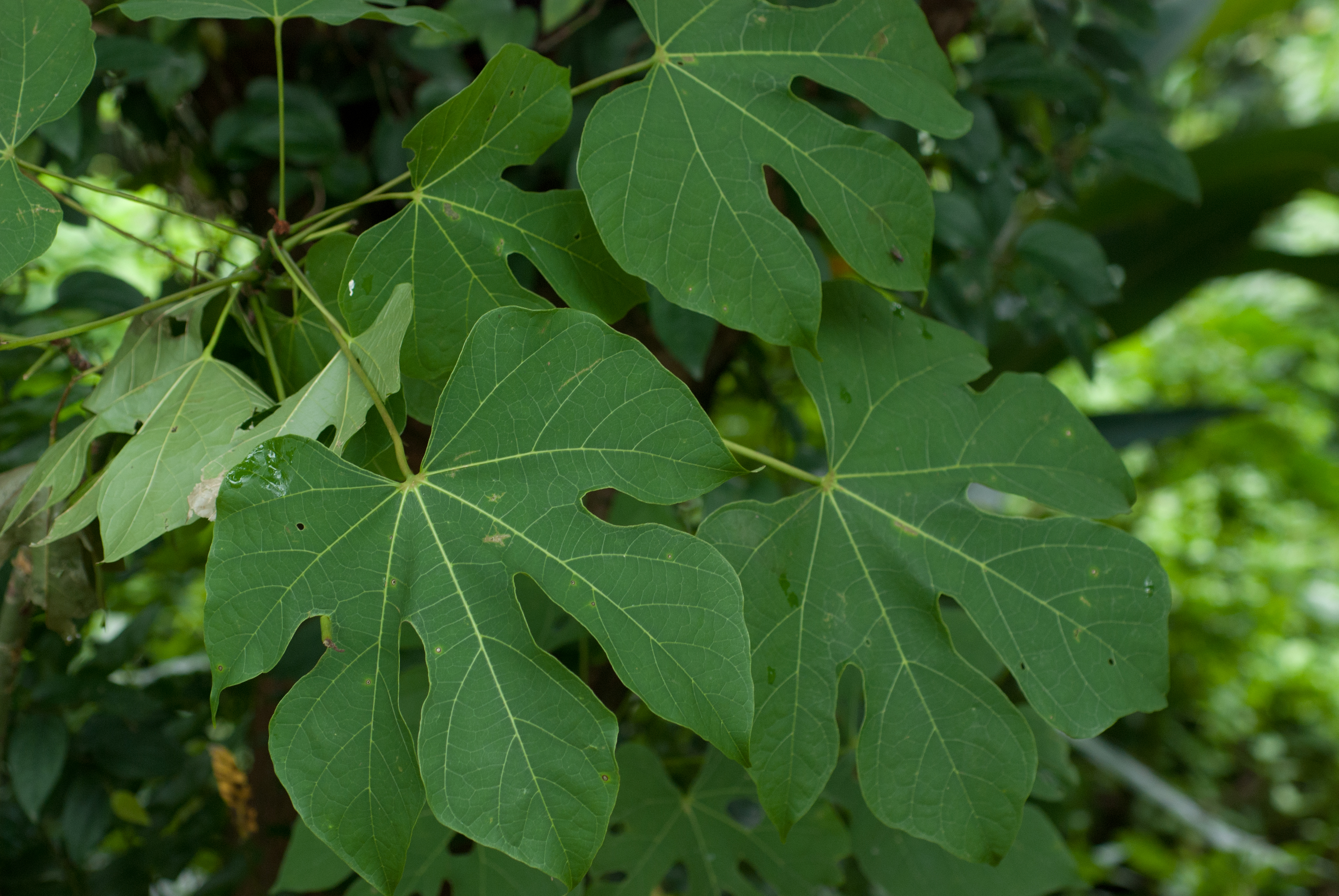
Lá ngô đồng
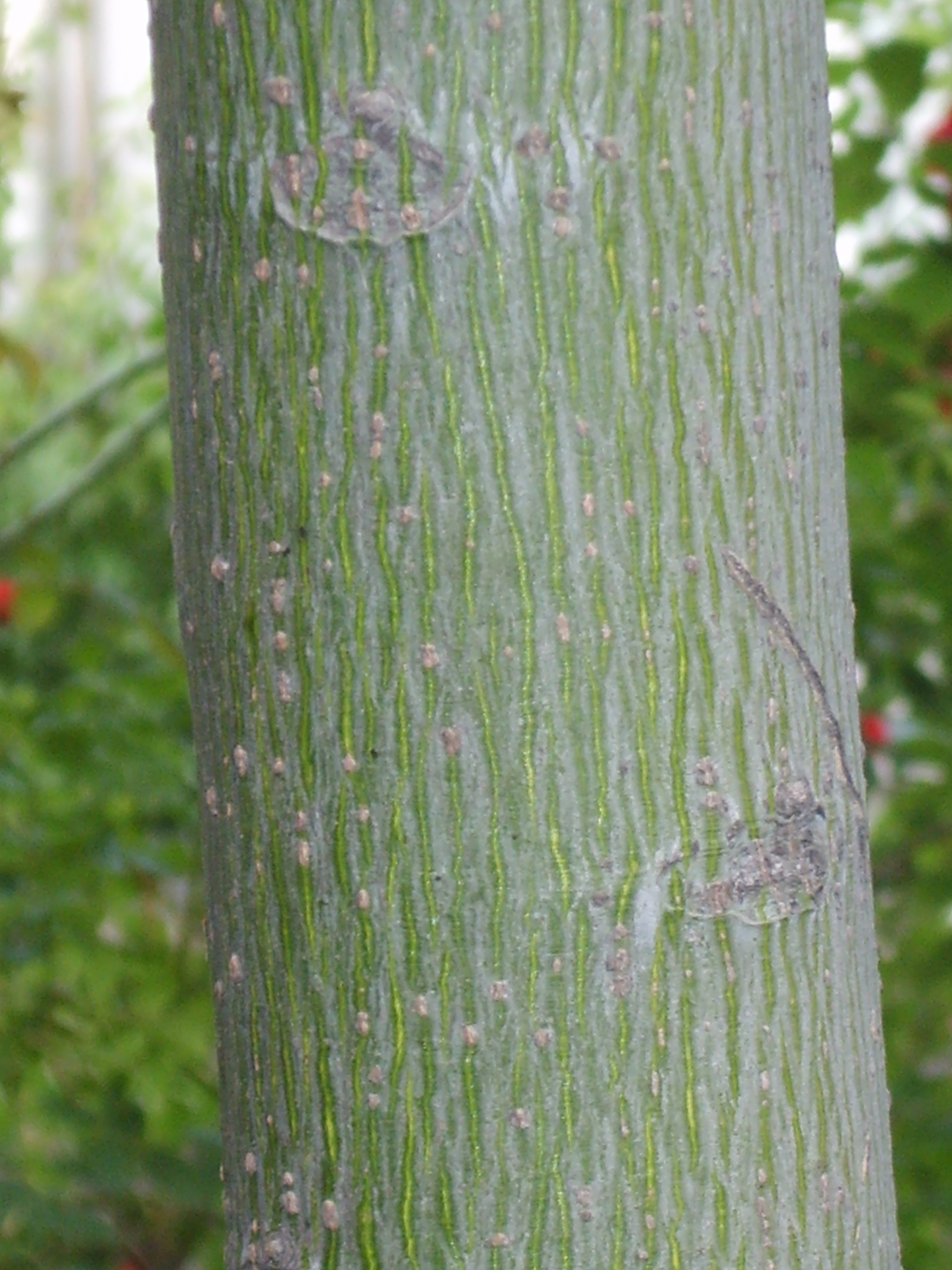
Thân cây
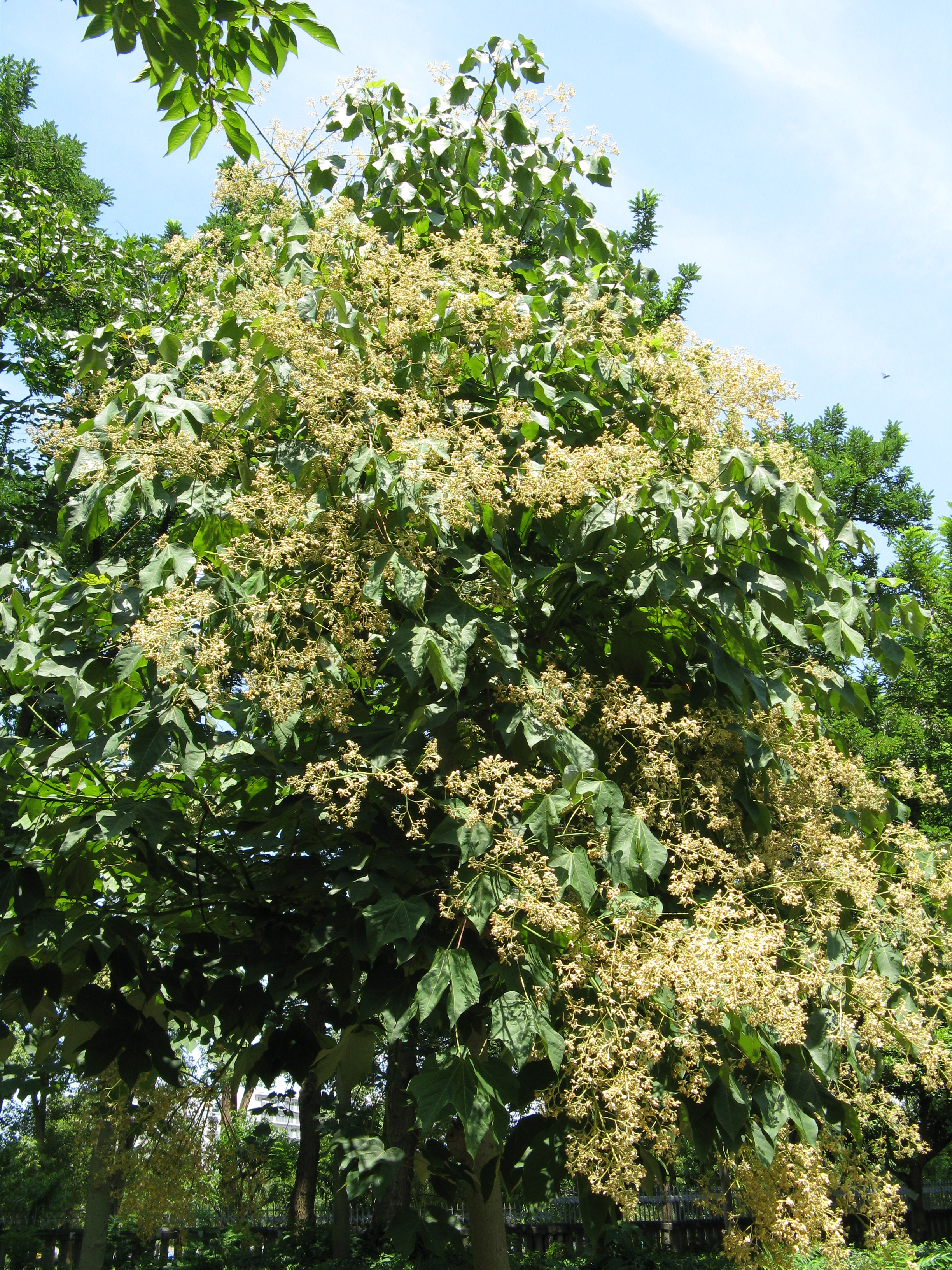
Chùm hoa
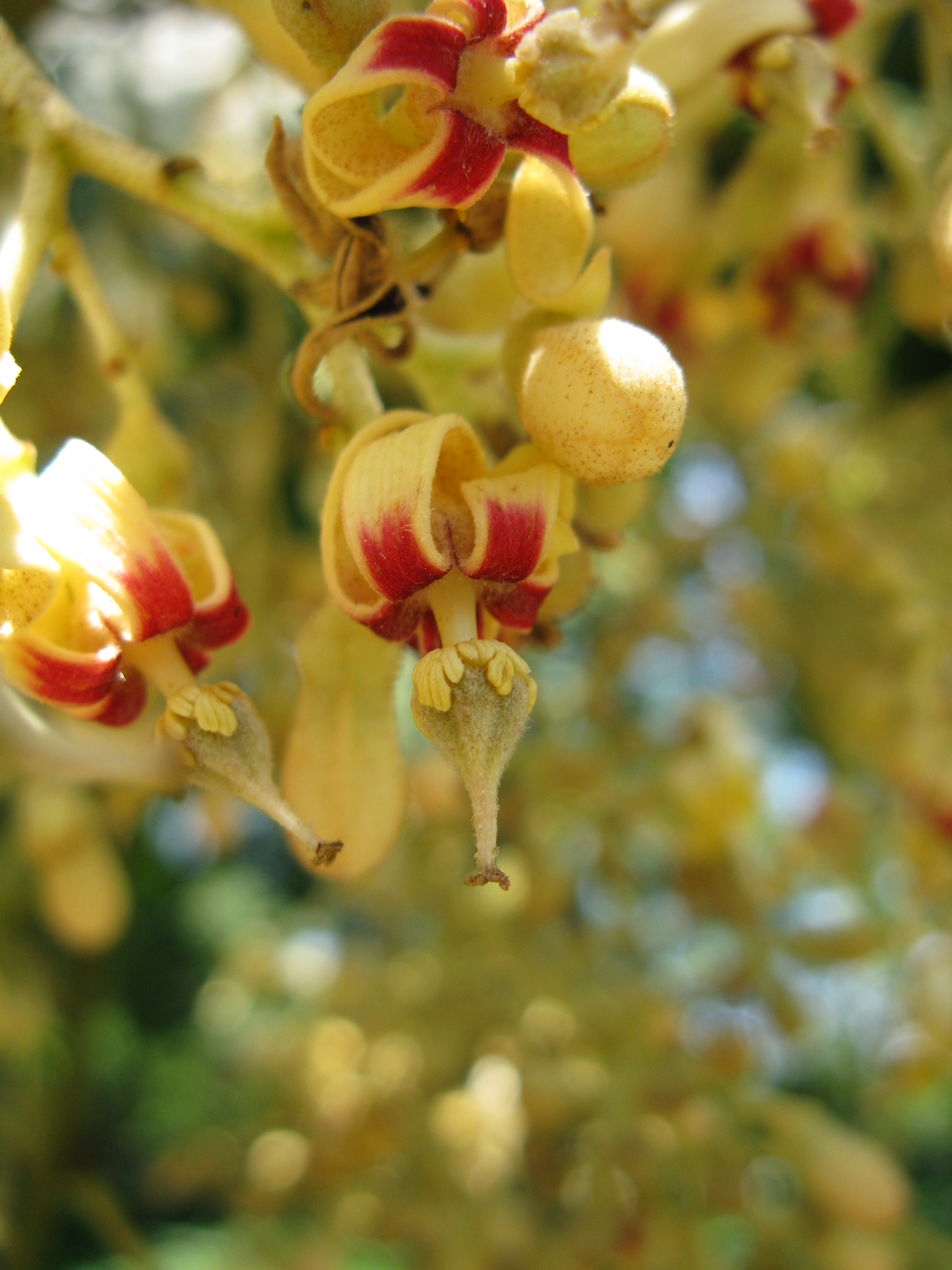
Hoa
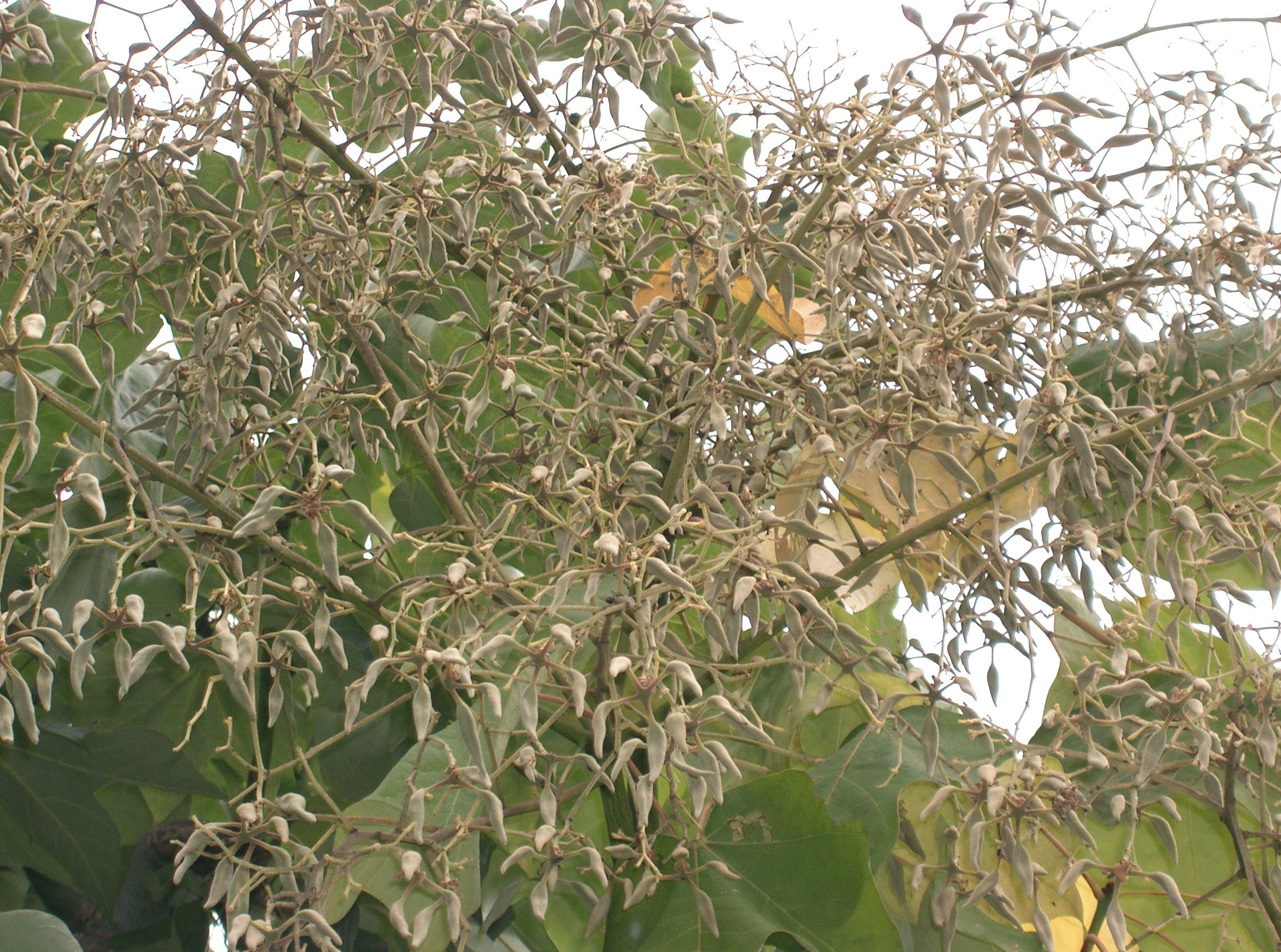
Quả trên cây
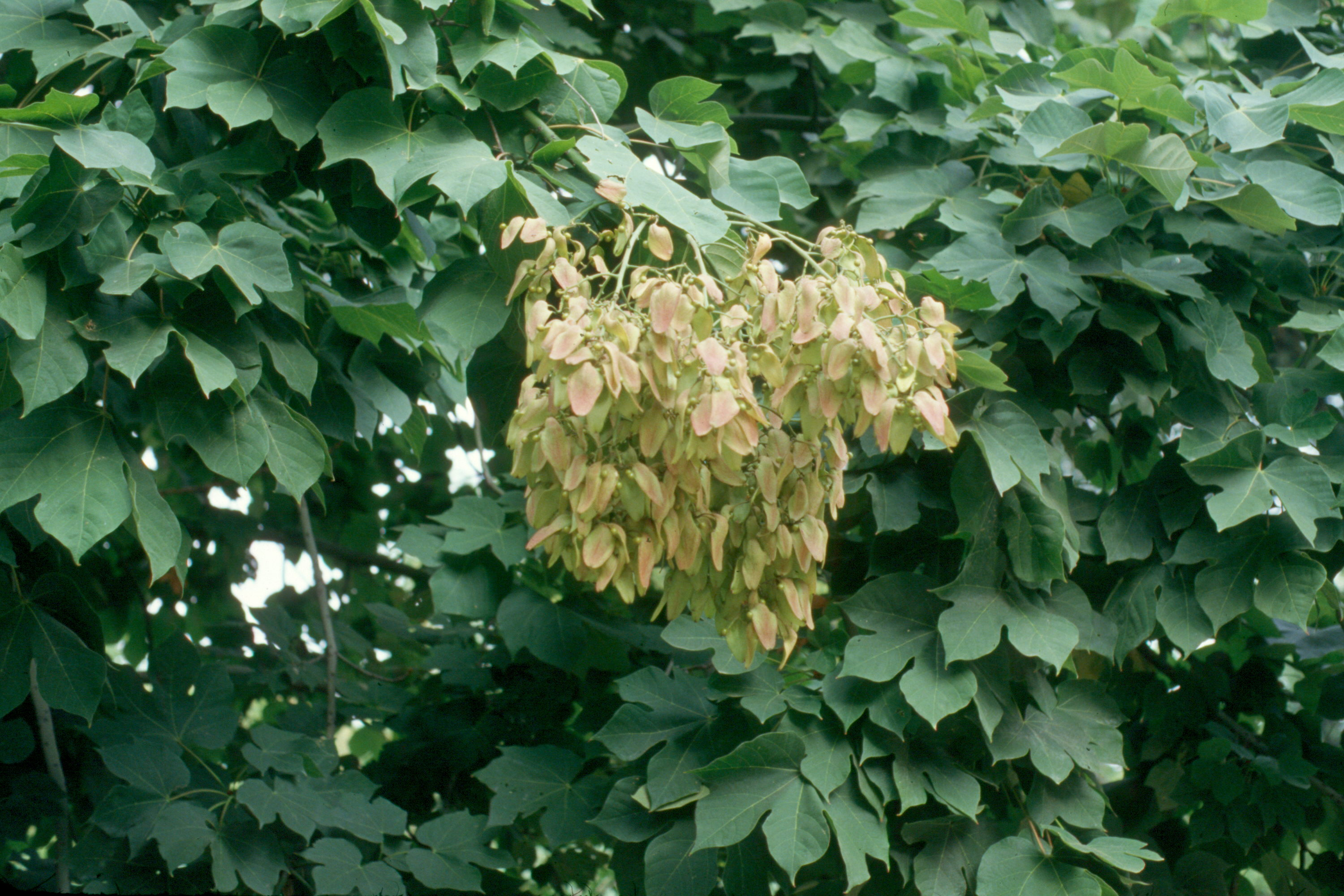
Chùm quả
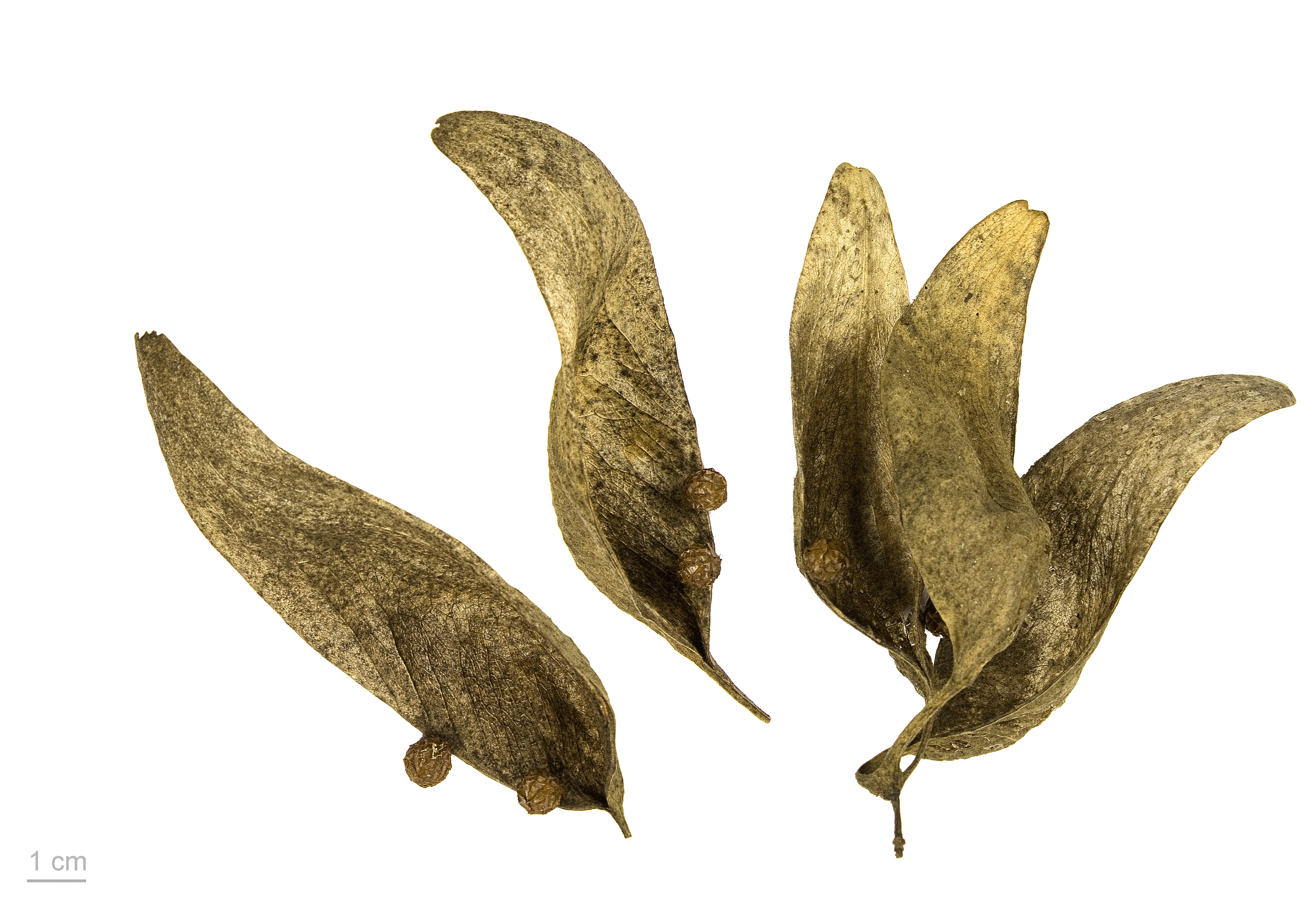
Quả phát tán hạt